# 北斯塔鎮區 (明尼蘇達州聖路易斯縣)
北斯塔鎮區（英語：North Star Township）是位於美國明尼蘇達州聖路易斯縣的一個行政鎮區。

## 地方資料
北斯塔鎮區的面積為92.16平方千米，當中陸地面積為86.82平方千米，而水域面積為5.34平方千米。根據2020年美國人口普查的數據，當地共有人口206人，而人口密度為每平方千米2.24人。